# Campionati statunitensi di sci alpino 2018
I Campionati statunitensi di sci alpino 2018 si sono svolti a Sun Valley dal 21 al 26 marzo. Il programma ha incluso gare di supergigante, slalom gigante, slalom speciale e combinata, tutte sia maschili sia femminili.
Trattandosi di competizioni valide anche ai fini del punteggio FIS, vi hanno partecipato anche sciatori di altre federazioni, senza che questo consentisse loro di concorrere al titolo nazionale statunitense. 

## Risultati

### Uomini

#### Supergigante
| Pos. | Atleta              | Nazione       | Tempo   |
| ---- | ------------------- | ------------- | ------- |
| 1    | Ryan Cochran-Siegle | Stati Uniti   | 1:06,61 |
| 2    | Jack Gower          | Gran Bretagna | 1:06,95 |
| 3    | River Radamus       | Stati Uniti   | 1:07,53 |
| 4    | George Steffey      | Stati Uniti   | 1:07,61 |
| 5    | Tommy Ford          | Stati Uniti   | 1:07,68 |
| 6    | Brian McLaughlin    | Stati Uniti   | 1:07,91 |
| 7    | Willis Feasey       | Nuova Zelanda | 1:08,12 |
| 8    | Sam Morse           | Stati Uniti   | 1:08,13 |
| 9    | Bryce Bennett       | Stati Uniti   | 1:08,18 |
| 10   | Jared Goldberg      | Stati Uniti   | 1:08,20 |

Data: 23 marzo 2018

Località: Sun Valley

Ore: 11.00

Pista: 

Partenza: 2 392 m s.l.m.

Arrivo: 1 839 m s.l.m.

Dislivello: 553 m

Tracciatore: Carey Forest

#### Slalom gigante
| Pos. | Atleta           | Nazione       | Tempo   |
| ---- | ---------------- | ------------- | ------- |
| 1    | Tommy Ford       | Stati Uniti   | 2:11,60 |
| 2    | Brian McLaughlin | Stati Uniti   | 2:11,96 |
| 3    | David Ketterer   | Germania      | 2:12,93 |
| 4    | Jack Gower       | Gran Bretagna | 2:12,96 |
| 5    | George Steffey   | Stati Uniti   | 2:13,41 |
| 6    | Luke Winters     | Stati Uniti   | 2:13,57 |
| 7    | River Radamus    | Stati Uniti   | 2:13,58 |
| 8    | Kyle Negomir     | Stati Uniti   | 2:13,82 |
| 9    | Jett Seymour     | Stati Uniti   | 2:14,61 |
| 10   | Erik Arvidsson   | Stati Uniti   | 2:15,06 |

Data: 25 marzo 2018

Località: Sun Valley

1ª manche:

Ore: 9.30

Pista: 

Partenza: 2 239 m s.l.m.

Arrivo: 1 829 m s.l.m.

Dislivello: 410 m

Tracciatore: Justin Johnson

2ª manche:

Ore: 12.30

Pista: 

Partenza: 2 239 m s.l.m.

Arrivo: 1 829 m s.l.m.

Dislivello: 410 m

Tracciatore: Matthew Underhil

#### Slalom speciale
| Pos. | Atleta           | Nazione     | Tempo   |
| ---- | ---------------- | ----------- | ------- |
| 1    | Hig Roberts      | Stati Uniti | 1:37,87 |
| 2    | Mark Engel       | Stati Uniti | 1:38,32 |
| 3    | AJ Ginnis        | Stati Uniti | 1:38,45 |
| 4    | Nolan Kasper     | Stati Uniti | 1:38,82 |
| 5    | River Radamus    | Stati Uniti | 1:38,87 |
| 6    | David Ketterer   | Germania    | 1:39,11 |
| 7    | Luke Winters     | Stati Uniti | 1:39,17 |
| 8    | Jett Seymour     | Stati Uniti | 1:39,34 |
| 9    | Michael Ankeny   | Stati Uniti | 1:39,74 |
| 10   | Benjamin Ritchie | Stati Uniti | 1:39,78 |

Data: 24 marzo 2018

Località: Sun Valley

1ª manche:

Ore: 10.30

Pista: 

Partenza: 2 028 m s.l.m.

Arrivo: 1 829 m s.l.m.

Dislivello: 199 m

Tracciatore: Ian Garner

2ª manche:

Ore: 13.30

Pista: 

Partenza: 2 028 m s.l.m.

Arrivo: 1 829 m s.l.m.

Dislivello: 199 m

Tracciatore: Nathan Bryant

#### Combinata
| Pos. | Atleta              | Nazione       | Tempo   |
| ---- | ------------------- | ------------- | ------- |
| 1    | Ryan Cochran-Siegle | Stati Uniti   | 1:56,70 |
| 2    | Luke Winters        | Stati Uniti   | 1:57,59 |
| 3    | Thomas Woolson      | Stati Uniti   | 1:58,22 |
| 4    | Mark Engel          | Stati Uniti   | 1:58,24 |
| 5    | Jack Gower          | Gran Bretagna | 1:58,48 |
| 6    | Sam Morse           | Stati Uniti   | 1:58,55 |
| 7    | Jared Goldberg      | Stati Uniti   | 1:58,75 |
| 8    | River Radamus       | Stati Uniti   | 1:58,78 |
| 9    | Bryce Bennett       | Stati Uniti   | 1:59,14 |
| 10   | Wiley Maple         | Stati Uniti   | 1:59,94 |

Data: 21 marzo 2018

Località: Sun Valley

1ª manche:

Ore: 10.99

Pista: 

Partenza: 2 476 m s.l.m.

Arrivo: 1 839 m s.l.m.

Dislivello: 637 m

Tracciatore: Nathan Schwing

2ª manche:

Ore: 15.15

Pista: 

Partenza: 

Arrivo: 

Dislivello: 

Tracciatore: Graham Finn

### Donne

#### Supergigante
| Pos. | Atleta             | Nazione     | Tempo   |
| ---- | ------------------ | ----------- | ------- |
| 1    | Nina O'Brien       | Stati Uniti | 1:13,31 |
| 2    | A J Hurt           | Stati Uniti | 1:13,42 |
| 3    | Nellie Rose Talbot | Stati Uniti | 1:14,00 |
| 4    | Alice Merryweather | Stati Uniti | 1:15,02 |
| 5    | Haley Cutler       | Stati Uniti | 1:15,07 |
| 6    | Julia Ford         | Stati Uniti | 1:15,31 |
| 7    | Kathryn Parker     | Australia   | 1:15,37 |
| 8    | Stacey Cook        | Stati Uniti | 1:16,43 |
| 9    | Kayo Denda         | Giappone    | 1:16,65 |
| 10   | Nina Reichhelm     | Stati Uniti | 1:16,80 |

Data: 23 marzo 2018

Località: Sun Valley

Ore: 14.30

Pista: 

Partenza: 2 392 m s.l.m.

Arrivo: 1 839 m s.l.m.

Dislivello: 553 m

Tracciatore: Kristoph Shampeny

#### Slalom gigante
| Pos. | Atleta             | Nazione     | Tempo   |
| ---- | ------------------ | ----------- | ------- |
| 1    | A J Hurt           | Stati Uniti | 2:13,28 |
| 2    | Andrea Komšić      | Croazia     | 2:14,79 |
| 2    | Foreste Peterson   | Stati Uniti | 2:14,79 |
| 4    | Allie Resnick      | Stati Uniti | 2:15,10 |
| 5    | Lila Lapanja       | Stati Uniti | 2:15,32 |
| 6    | Roni Remme         | Canada      | 2:15,84 |
| 7    | Megan McJames      | Stati Uniti | 2:16,00 |
| 8    | Amelia Smart       | Canada      | 2:16,10 |
| 9    | Katie Hensien      | Stati Uniti | 2:16,35 |
| 10   | Alice Merryweather | Stati Uniti | 2:17,55 |

Data: 26 marzo 2018

Località: Sun Valley

1ª manche:

Ore: 9.30

Pista: 

Partenza: 2 239 m s.l.m.

Arrivo: 1 839 m s.l.m.

Dislivello: 400 m

Tracciatore: Magnus Andersson

2ª manche:

Ore: 12.30

Pista: 

Partenza: 2 239 m s.l.m.

Arrivo: 1 839 m s.l.m.

Dislivello: 400 m

Tracciatore: Danny Noyes

#### Slalom speciale
| Pos. | Atleta           | Nazione     | Tempo   |
| ---- | ---------------- | ----------- | ------- |
| 1    | Nina O'Brien     | Stati Uniti | 1:37,16 |
| 2    | Amelia Smart     | Canada      | 1:37,20 |
| 3    | Lila Lapanja     | Stati Uniti | 1:37,85 |
| 4    | Roni Remme       | Canada      | 1:38,44 |
| 5    | Andrea Komšić    | Croazia     | 1:38,79 |
| 6    | Foreste Peterson | Stati Uniti | 1:39,28 |
| 7    | Keely Cashman    | Stati Uniti | 1:40,07 |
| 8    | Patricia Mangan  | Stati Uniti | 1:40,11 |
| 9    | Stephanie Currie | Canada      | 1:40,32 |
| 10   | Ainsley Proffit  | Stati Uniti | 1:40,91 |

Data: 24 marzo 2018

Località: Sun Valley

1ª manche:

Ore: 9.00

Pista: 

Partenza: 2 038 m s.l.m.

Arrivo: 1 839 m s.l.m.

Dislivello: 199 m

Tracciatore: Charlie Powell

2ª manche:

Ore: 12.30

Pista: 

Partenza: 2 038 m s.l.m.

Arrivo: 1 839 m s.l.m.

Dislivello: 199 m

Tracciatore: Brett Jacobson

#### Combinata
| Pos. | Atleta             | Nazione     | Tempo   |
| ---- | ------------------ | ----------- | ------- |
| 1    | A J Hurt           | Stati Uniti | 1:54,70 |
| 2    | Roni Remme         | Canada      | 1:54,95 |
| 3    | Megan McJames      | Stati Uniti | 1:55,62 |
| 4    | Keely Cashman      | Stati Uniti | 1:55,64 |
| 5    | Katie Hensien      | Stati Uniti | 1:55,71 |
| 6    | Nina O'Brien       | Stati Uniti | 1:55,95 |
| 7    | Patricia Mangan    | Stati Uniti | 1:55,97 |
| 8    | Nellie Rose Talbot | Stati Uniti | 1:56,75 |
| 9    | Julia Ford         | Stati Uniti | 1:57,20 |
| 10   | Alix Wilkinson     | Stati Uniti | 1:57,38 |

Data: 21 marzo 2018

Località: Sun Valley

1ª manche:

Ore: 13.15

Pista: 

Partenza: 2 392 m s.l.m.

Arrivo: 1 839 m s.l.m.

Dislivello: 553 m

Tracciatore: Ian Dunlop

2ª manche:

Ore: 16.00

Pista: 

Partenza: 

Arrivo: 

Dislivello: 

Tracciatore: Andrea Adorno